# Једро (једрилица)
Једро је тканина разапета на броду и изложена ветру да би покретала брод. Може да се прави од пластичне материје, платна, плетера или коже. 

## Бродска опрема
Једрилица користи две врсте једара, четвртаста једра и предњу-и-задња једра.
Квадратна платформа носи примарна погонска једра на хоризонталним носачима, који су окомити или квадратни, до кобилице пловила и до јарбола. Ове шпаге се називају јарди, а њихови врхови, изван последњег потпорника, називају се реј. Брод који је углавном тако монтиран назива се четвртасти ригер. Четвртаста опрема је аеродинамички најефикаснија када се плови (плови низ ветар).
Предња и задња опрема се састоји од једара која су постављена дуж линије кобилице, а не окомито на њу. Пловила која су тако конструисана описују се као напред-назад пловила.

## Историја
Најстарије познате слике једара потичу из Египта око 3200. пре Н. Е. Египћани су имали мале једрилице са једним крстастим једром које је израђивано од папируса. 
Феничани су такође на својим бродовима разапињали једно крстасто једро. За разлику од Египћана, они су градили поморске бродове са крстастим једром велике површине. Једра су израђивали од ланеног платна. Најстарија слика брода са 2 једра потиче из 1009. То је био велики феничански брод са 2 јарбола.
Византијски дормони су били први бродови са два велика крстаста једра, разапета на 2 јарбола. У 12. веку крстаста једра су достигла највећу површину и остала су до данас у употреби. Од 10. века почињу се израђивати и уздужна (латинска) једра. Латинско једро је троугластог облика и разапиње се на дугој косој латини. Сматра се да су га први употребљавали Арапи.
Томо Скалица је у својим путописима записао: ...разапевши јадра заједрисмо... и ...узвучена су на нашем броду јадра..., а Мијат Стојановић је записао: ...увукав јадро на веслих...неразвивши јадро веслајућ...
Археолошка истраживања керамике кукутенско-трипилске културе показују употребу једрењака од шестог миленијума пре нове ере па надаље. Ископавања из убаидског периода (око 6000–4300. п. н. е.) у Месопотамији пружају директне доказе о једрењацима.

### Квадратна једра
Једра из старог Египта су приказана око 3200. године пре нове ере, где су чамци од трске пловили узводно против струје реке Нил. Древни Сумерани су отприлике у исто време користили једрењаке са четвртастим једром, а верује се да су успоставили поморске трговачке руте чак до долине Инда. Грци и Феничани почели су са поморском трговином око 1200. године п. н. е.

### Једра раковске канџе
Прве поморске једрењаке развили су аустронезијски народи из данашње јужне Кине и Тајвана. Њихов проналазак катамарана, носача и високоефикасних троугластих једара, омогућио је њиховим бродовима да плове на велике удаљености у отвореном океану. То је довело до аустронезијске експанзије око 3000. до 1500. године п. н. е. Са Тајвана су брзо населили острва поморске југоисточне Азије, а затим су пловили даље до Микронезије, острва Меланезије, Полинезије и Мадагаскара, и на крају населили територију која се протеже на пола земаљске кугле.
Прото-аустронезијске речи за једро, лај(р) и друге делове опреме датирају из око 3000. године п. н. е. када је ова група започела своју пацифичку експанзију. Аустронезијске платформе су биле карактеристичне по томе што су имале кракове који су подржавали и горњу и доњу ивицу једара (а понекад и између њих), за разлику од западних платформи које су имале крак само на горњој ивици. Једра су такође била направљена од тканог лишћа отпорног на со, обично од биљака пандана.
Једра облика ракових канџи која су се користила на бродовима са једним подупирачем у Микронезији, острвској Меланезији, Полинезији и Мадагаскару била су суштински нестабилна када су пловили у заветрини. Да би превладали овај проблем, Аустронежани у овим регионима развили су технику ранжирања у једрењу, у комбинацији са јединствено реверзибилним једноструким потпорницима. У остатку Аустронезије, једра са рачјим канџама су углавном била за чамце са двоструким подножјем (тримарани) и двоструким трупом (катамарани), који су остали стабилни чак и у заветрини.
У западном острву Југоисточне Азије, каснија четвртаста једра су такође еволуирала од једра облика ракових канџи, танџе и џунке, од којих су оба задржала аустронезијску карактеристику да имају више од једног пречка који подржава једро.
Кинеска династија Сонг је касније усвојила платформе у 10. веку нове ере из контакта са сривијајанским трговачким бродовима (познатим као „Кунлун бродови“ у кинеским записима).

### Латинско једро
На Медитерану, једнострука латинска једра су се појавила око 2. века. Иако његово порекло остаје спорно, верује се да су се развила из раног контакта са аустронезијским трговачким бродовима југоисточне Азије у Индијском океану са једрима облика канџи рака.
Предња и задња платформа почела је као конвенција јужне Европе и Средоземног мора: генерално блага клима је учинила њену употребу практичном, а у Италији је неколико векова пре ренесансе почела да замењује четвртасту платформу која је доминирала целом Европом од зоре поморских путовања. Северни Европљани су били отпорни на усвајање предњег и задњег једра, упркос томе што су видели његову употребу у току трговине и током крсташких ратова. Ренесанса је ово променила: почев од 1475. године, њихова употреба се повећала и у року од сто година предња и задња једра била су у широкој употреби на рекама и у естуаријима у Британији, северној Француској и ниским земљама, иако је квадратна платформа остала стандардна за оштрије услове отвореног Северног мора као и за трансатлантску пловидбу. Показало се да латинско једро има боље перформансе уз ветар за мања пловила.

## Врсте једара
Свако једро има, према свом положају, облику и сврси, своје посебно име. Углавном се деле у две врсте:
- Уздужна једра, разапета паралелно са уздужницом брода
- Попречна (крстаста) једра, разапета попреко

На модерним једрилицама разликују се 3 основна типа једра:
- Главно једро
- Предње једро
- Спинакер

## Материјал
Једра се могу правити од различитих материјала. Једра су некада била од најјачег платна - ланеног. Ланене стабљике дају чврста влакнва дуга до 10 cm. Од тих се влакана добије чврст конац и грубо ланено платно. Оваква једра имају добру чврстоћу, али је постојаност облика једра у ветру слаба.
Модерна једра се углавном израђују од полиестера или најлона. Полиестерска влатна настала су 1941. у Енглеској. Она има скоро сва тражена својства за једра: не упијају влагу, врло су чврста мало еластична и неосетљива на гљивице. Осетљива су на сунчеву светлост. Најлон је јако еластичан. Од њега се углавном израђују само спинакери и друга лагана једра за крмене ветрове.